# Nacho (Fußballspieler, 1990)
Nacho (* 18. Januar 1990 in Madrid; bürgerlich José Ignacio Fernández Iglesias) ist ein spanischer Fußballspieler. Er wird hauptsächlich als Innenverteidiger eingesetzt, gelegentlich spielt er auch als Außenverteidiger. Er spielte von 2011 bis 2024 bei Real Madrid und gewann mit dem Klub insgesamt 25 nationale und internationale Titel, darunter vier spanische Meisterschaften sowie sechs Titel in der UEFA Champions League. In der Saison 2024/25 wird Nacho für Al-Quadsiah in der Saudischen Liga auflaufen. Im Sommer 2024 wurde er mit der spanischen Fußballnationalmannschaft Europameister.

## Karriere

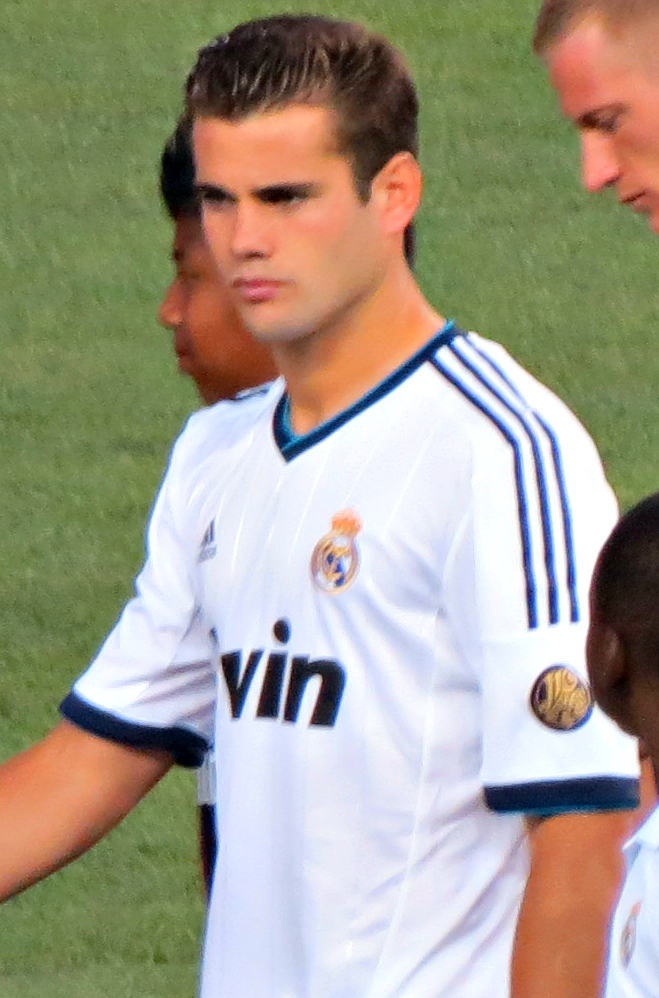
Nacho bei Real Madrid (2012)

Die erste Station von Nacho als Junior war AD Complutense. Im Sommer 2001 wechselte der damals Elfjährige in den Nachwuchs von Real Madrid. Bei den Hauptstädtern durchlief er diverse Altersklassen und debütierte am 7. September 2008 in der Zweitmannschaft Real Madrid Castilla, wo er jedoch in dieser Spielzeit nur sporadisch zum Einsatz kam. Zur Saison 2009/10 ging er endgültig in den Kader des B-Teams über und sicherte sich schnell einen Stammplatz in der Innenverteidigung. Sein Debüt in der ersten Mannschaft feierte Nacho am 23. April 2011 in einer Ligabegegnung gegen den FC Valencia. Auch am darauffolgenden Spieltag war er gegen Real Saragossa für den ersten Kader im Einsatz. In der Saison 2011/12 gelang Nacho mit Real Madrid Castilla der Aufstieg in die Segunda División.
Zur Saison 2012/13 wurde Nacho in den Profikader aufgenommen und brachte es auf neun Ligaeinsätze als Außenverteidiger, sechs davon in der Startformation. Parallel dazu spielte Nacho auch für Real Madrid Castilla in der Segunda División. Sein erstes Tor für Real Madrid erzielte er am 18. Spieltag der Saison 2014/15 gegen Espanyol Barcelona. Im Juni 2023 wurde sein Vertrag bei Real Madrid um ein weiteres Jahr verlängert. Nach 23 Jahren verließ er Real Madrid im Sommer 2024 und wechselte nach Saudi-Arabien zu Al-Qadisiyah, wo er einen Zweijahresvertrag unterschrieb.

### Nationalmannschaft
Nacho gewann mit Spanien die U-17-Europameisterschaft 2007. Darüber hinaus erreichte er im selben Jahr mit der Nationalmannschaft das Finale der U-17-Weltmeisterschaft, wo sein Team erst im Elfmeterschießen an Nigeria scheiterte. Bei der U-19-EM 2009 stand Nacho ebenfalls im Kader der Spanier, diese schieden jedoch bereits in der Vorrunde aus. Sein Debüt in der U-21 feierte er am 24. März 2011 gegen Frankreich. Im Juni 2013 gewann er mit seiner Auswahl die U-21-Europameisterschaft.
Im September 2013 wurde Nacho von Nationaltrainer Vicente del Bosque zum ersten Mal in den Kader der A-Nationalmannschaft berufen und feierte am 10. dieses Monats in einem Freundschaftsspiel gegen Chile sein Debüt in der „Selección“.
Für die Weltmeisterschaft 2018 wurde er ins spanische Aufgebot berufen. Im Auftaktspiel gegen Portugal erzielte er sein erstes Länderspieltor zur zwischenzeitlichen 3:2-Führung.

## Trivia
Sein zwei Jahre jüngerer Bruder Álex ist ebenfalls Fußballspieler.
Nacho ist seit seinem zwölften Lebensjahr Typ-1-Diabetiker.

## Titel

### Nationalmannschaft
- Europameister: 2024
- UEFA-Nations-League-Sieger: 2023
- U21-Europameister: 2013
- U17-Europameister: 2007

### Verein
International
- Champions-League-Sieger (6): 2014, 2016, 2017, 2018, 2022, 2024
- Klub-Weltmeister (5): 2014, 2016, 2017, 2018, 2022
- UEFA-Super-Cup-Sieger (4): 2014, 2016, 2017, 2022

Spanien
- Meister (4): 2017, 2020, 2022, 2024
- Pokalsieger (2): 2014, 2023
- Supercupsieger (4): 2017, 2020, 2022, 2024